# Paraba franciscana
Paraba franciscana ist eine brasilianische Art der Landplanarien.

## Merkmale
Paraba franciscana ist eine mittelgroße Landplanarie mit einem länglichen Körper, der beim Kriechen eine Länge von 80 Millimetern und eine Breite von 2 Millimetern erreicht. Der Rücken ist dunkelgrau bis schwarz gefärbt und hat der Länge nach eine weiße Mittellinie, die eine Breite von 8 bis 12 Prozent der Körperbreite ausmacht. Die Bauchseite ist weiß bis hellgrau gefärbt und zeigt einen hellgrauen mittigen Längsstreifen. Die vielen Augen von Paraba franciscana verteilen sich in einer Reihe entlang der Seitenränder auf den ersten Millimetern des Körpers, weiter hinten verteilen sie sich auch auf der Rückenseite, vereinzelt bis zur Mittellinie.

## Etymologie
Das Artepitheton franciscana bezieht sich auf den ersten Fundort dieser Art in der Gemeinde São Francisco de Paula im brasilianischen Bundesstaat Rio Grande do Sul.

## Verbreitung
Paraba franciscana findet man in feuchten Araukarienwäldern im Nordosten des Bundesstaats Rio Grande do Sul im südlichen Brasilien. Zu den Fundorten gehören der Floresta Nacional de São Francisco de Paula und der Nationalpark Aparados da Serra.